# Арміній
Армі́ній (лат. Arminius; 17 до н. е. — 21 н. е.) — вождь племені херусків, син Сегімера. Згідно з Тацитом, визволитель батьківщини, відомий як Герман (нім. Hermann).

## Ім'я
«Арміній» — ім'я, надане йому римлянами. Справжнє ім'я невідоме.
Зустрічається також ім'я «Герман», яке датується XVI століттям, коли «Арміній» було ідентифіковано як латинізований варіант «Германа» та скоріше за все належить Мартіну Лютеру.

## Біографія

### Молоді роки
Свідчень про молоді роки Армінія збереглося мало. Народився в сім'ї Зегімера (або Сегімера), одного з вождів племен херусків. У дитинстві його взяли з батьківського дому разом зі своїм братом до Риму як заручника. Подібна практика взяття на виховання дітей вождів ворожих племен, щоб заручитися лояльністю, була поширена в той час. Арміній мав повну свободу пересування в Римі, отримав військову освіту та посаду офіцера в одному з легіонів римського війська. У відзнаку за вірну та успішну службу при придушенні антиримського повстання племен в Далмації, був введений до стану вершника Риму. Знання латини та римської військової справи допомогли майбутньому вождю у подальшому:
«На іншому березі було видно Армінія, який вибухав погрозами і викликав римлян на бій; в свою промову він вставляв багато латинською мовою, так як колись служив в римському війську, маючи лідерство над своїми співвітчизниками». 
«Арміній, син вождя цього племені, Сігімера, юнак знатний, в бою відважний, з кмітливим розумом, із неварварськими здібностями, з обличчям і очима, що відбивають блиск його душі;будучи старанним учасником наших попередніх походів, він по праву заслужив римське громадянство і був введений у ранг вершника».
Через 15 років він повернувся на батьківщину разом з довіреною особою імператора Октавіана Августа, сенатором і полководцем Публієм Квінтілієм Варом на чолі римських легіонів як один з провідних та наближених офіцерів Вара.

### Підготовка до повстання
До катастрофи у Тевтобурзі, римляни володіли лише деякими областями у Германії на сході від Рейну до Ельби. Вони не використовували активну політику романізації, позаяк боялися нових заворушень серед племен, які й так були не дружніми. Утім через постійний контакт та торгівлю германці почали освоювати новий спосіб життя. Зміни відбулися з приходом нового намісника Публія Квінтілія Вара, який до того часу обіймав посаду проконсула Сирії. Характеристику Квінтілія Вара навів Велей Патеркул, вона дуже точно передає наміри Вара та причини повстання германців: 
«Квінтілій Вар, походив з сім'ї швидше відомої, ніж знатної, був від природи людиною м'якою, спокійної вдачі, неповоротким і тілом і духом, придатним більше до табірного дозвілля ніж до військової діяльності. Те, що він не нехтував грішми, довела Сирія, на чолі якої він стояв: бідним він прийшов у багату країну, а повернувся багатим із бідної».
Новий намісник почав різку політику щодо земель, які йому дісталися, що дуже сильно обурило вождів та простий люд. Германці не забули своїх звичаїв та традицій, утім їхні мечі та списи іржавіли в домівках. Лідером виступу став Арміній, на якого не один раз доносили, але Вар, який був доволі м'якотілим, судячи з джерел, й до того ж довіряв Армінію, з яким їв за одним столом — не вірив у це і карав за подібні наклепи. У той час чисельність римлян була невеликою, адже командувач залишив при собі лише три легіони (17,18,19), а всі інші розіслав у різні частини, щоб допомогти слабким та боротися із розбійниками. Водночас за попередньою згодою повстали декілька віддалених племен: 
«Вони вважали, що таким чином вони швидше заманять Вара в пастку, коли він виступить проти повсталих і піде по країні, яку він вважав дружньою, ніж якщо вони всі відразу почнуть війну проти нього, давши йому тим можливість вжити необхідних заходів обережности».
Усе сталося, як і було домовлено. Війська Вара пішли вперед, а Арміній, прикриваючись збором свого війська, вирішив затриматися позаду і обіцяв пізніше наздогнати головні сили. Утім коли деякі римські загони відстали від основних сил, Арміній напав на них та знищив. У той самий час Публій Квінтілій Вар наближався до засідки в лісі.
Військовий історик Ганс Дельбрюк вважав, що Вар не йшов у похід, а просто ввів свої війська з Центральної Германії ближче до Рейну на зимові квартири, про що свідчить великий обоз із жінками і дітьми, а також та сама пора року.

### Битва у Тевтобурзькому лісі
Колона римського війська була дуже повільна через місцевість та її кількість. Гай Веллей Патеркул повідомляє про загибель у Германії 3 легіонів, шести когорт та 3 кінних загонів, але більшість з них могли бути знищеними не в самій колоні Вара. Ганс Дельбрюк має своє бачення кількості того маршу — він оцінює кількість воїнів у 12-18 тисяч, а враховуючи весь обоз, збільшує цифру до 30 тисяч.

Подробиці самого бою, який тривав 3 дні, описані тільки у праці історика Діона Кассія. Германці обрали дуже вдалий момент для нападу: римляни його не чекали, місцевість для римських легіонерів була важкодоступною, погода не сприяла просуванню важкої піхоти по території. 
«Окремі частини війська ще більше відокремилися одна від одної внаслідок того, що полив сильний дощ і вибухнув ураган. Тому ґрунт навколо коренів і стовбурів дерев став слизьким, і кроки воїнів стали невпевненими. Верхівки дерев обламувалися і своїм падінням збільшували сум'яття, яке панувало серед війська». 
Перші серйозні сутички привели війська та обоз у паніку, деякі повозки та вози були спалені для більш швидкого переходу через лісову хащу. Германці обрали тактику засідки, для якої місцевість підходила якнайкраще. Спочатку вони обстрілювали колонну з-за дерев, що дало їм змогу зберегти свої головні сили для нанесення вирішального удару в подальшому. Важка піхота римлян не могла опиратися постійному обстрілу, у бойовому порядку один за одним легіонери падали від поранень. Врешті — решт солдати перестали опиратися, командири тікали, залишаючи свої центурії та когорти на поталу долі. Подробиці цього побоїща збереглися у працях Діона Кассія:
«Прекрасно знаючи дороги, вони оточили їх і спочатку обстрілювали здалеку. А потім, коли вже більше ніхто не чинив опору і багато хто був поранений, вони атакували їх впритул. Так як римські війська йшли без будь-якого порядку, змішавшися з возами і з неозброєними, то їм було важко стулити свої ряди, а тому вони понесли великі втрати, тим більше, що вони не могли зі свого боку заподіяти ніякої шкоди противнику, який перевершував їх своєю чисельністю». 
Арміній, вихований у Римі, не забув свого коріння, зміг об'єднати навколо себе розрізненні між собою племена, дав їм мотивацію, яка виразилася в їхній поведінці та злобі відносно римлян:
«Не можна собі уявити щось страшніше цього побоїща в болотах і лісах, що-небудь нестерпніше за знущання варварів, зокрема щодо суддів. Одним вони повиколювали очі, другим відрубали руки, третім зашили рот, попередньо вирізавши язик. Тримаючи його в руках, один з варварів вигукнув: „Нарешті ти перестала шипіти, змія!“ Вони навіть вирили тіло консула, віддане землі благочестивими воїнами».
Римляни зібрали свої вцілілі сили і провіант. Знайшовши більш-менш підходяще місце, як його взагалі можна назвати у подібних умовах суворих германських земель, вони розбили табір, знищивши майже усі вози або залишивши їх позаду, щоб пересуватися швидше. Положення було катастрофічним, навколо легіонів скупчилися численні германські племена, германська кіннота постійно атакувала укріплення. Наступного дня легіони вийшли з табору і маршем дійшли до відкритого місця, де перевага була на боці римлян. Але, тікаючи далі, вони знову зайшли у лісисту місцину. Там їх спіткали нові невдачі: 
«Збираючись разом у вузьких місцях, щоб зімкнутими рядами нападати на супротивника одночасно і кіннотою, і піхотою, римлян були сковані в своїх рухах деревами і самі один одному заважали».
Так римляни просувалися вже близько трьох днів. Погода знову продиктувала умови. Йшов сильний дощ та посилився вітер. Важко було рухатися вперед, а засобів для укріплення на місці не було. Хоча з цією інформацією не погоджувався Ганс Дельбрюк. Навіть спорядження воїнів було зіпсоване — стріли, щити, дротики — все промокло та не могло бути надалі застосоване, легіонери фактично залишилися без захисту, на відміну від легкоозброєних германців, які до того ж знали кожну стежку для обходу. До племен приєдналися нові, які раніше не бажали воювати, адже тепер можна було захопити багату здобич. Тому чисельність германців значно перевищувала кількість легіонерів, утім точну цифру й досі не встановлено.
Остаточна катастрофа спіткала римське військо в ущелині. Звичайно, за даними античних авторів, Квінтілій Вар отримав поразку саме в ущелині, тобто був затиснутий з двох сторін та знищений. Але подібне заперечує факт того, що труп Вара було спалено. Для подібного потрібно було мати укріплений табір, де можна було спалити труп свого полководця й у подальшому капітулювати. Цієї думки притримувався Ганс Дельбрюк. Таким чином, остаточний бій не був сутичками або втечею з ущелини, скоріше за все це була вирішальна битва на рівнині перед названим у джерелах місцем битви. Про це свідчать факти капітуляції, спалення та поховання трупа Публія Квінтілія Вара.

Як наслідок, майже усі легати загинули або в бою, або закололи себе мечами.
«Тому Вар і його полководці ухвалили сумне, але продиктоване необхідністю рішення заколотися власними мечами через страх, що їх живими візьмуть в полон або що вони загинуть від руки ненависних ворогів».
Після смерті своїх лідерів, солдати майже перестали оборонятися, ніхто не думав про втечу, бо вона була неможливою.
«Коли це стало відомо, то всі перестали оборонятися, навіть ті, хто ще мав для цього достатньо сил. Одні наслідували прикладу свого очільника (закололися), а інші, кинувши свою зброю, дали себе вбити першому ліпшому ворогу, позаяк ніхто, навіть якби він цього хотів, не міг подумати про втечу. Тепер германці могли без будь-якої небезпеки для себе убивати і людей, і коней.»

### Значення битви
Внаслідок розгрому легіонів намісника Публія Квінтілія Вара Арміній зміг здобути авторитет серед племен для подальшої боротьби як з римлянами, так і з сусідніми йому вождями, які заздрили його владі та здобичі. До того ж, геруски і так були одними з найсильніших германців, а тепер піднялися на більш високий щабель. Битва мала історичне значення. Римляни хоч і намагалися повернути собі землі Великої Германії, але того вже зробити не змогли. Германські племена залишили свою самобутність завдяки перемозі над Варом. Битва в Тевтобурзькому лісі — є однією з найбільших поразок Римської імперії, наслідки якої перекрити їй не вдалося до кінця свого існування.
«Результатом цієї поразки було те, що імперія, яку не затримало узбережжя океану, була зупинена на березі річки Рейна».

### Боротьба з Германіком, міжплемінні чвари та смерть
Після битви германці знищили будь-які сліди присутності римлян на схід від Рейну. Арміній розумів, що Рим приведе нові легіони, тому намагався об'єднати племена під своїм гегемоном. Він намагався встановити навіть стосунки з маркоманнським вождем Марободом і відіслав йому голову Вара, утім той не збирався підкорятися Армінію і натомість послав голову полководця до Риму, де її було поховано у фамільному склепі Варів.

Між 14 та 16 роками Германік почав кампанію в Германії, він двічі переміг Армінія: перший раз на річці Везер, а потім біля Валу ангріваріїв. Арміній також зустрів супротив свого тестя та проримських вождів. Сегест — тесть Армінія був вірний Риму і до того ж, як повідомляють джерела, Арміній викрав дочку Сегеста, яка була обіцяна іншому.
«Сегест, хоч і був залучений у війну загальним рухом племені, все ж залишався в розладі з Армінієм; до того ж, між ними посилилася особиста ворожнеча, позаяк Арміній викрав у нього доньку, обіцяну іншому; зять був ненависний тестю, і те, що тих, що живуть в злагоді скріплює пута любові, у них, неприязні один до одного, збуджувало взаємне озлоблення».
Германік зумів поховати залишки легіонів Вара. У 15 році римські війська зуміли повернути собі один з трьох легіонних орлів. У 16 році другий було відновлено. У 17 році запит на похід Германіка скасував Тиберій, тому кордон залишився по річці Рейн. За дві перемоги Германіку було надано право тріумфу. Третій орел був відновлений у 41 році за імператора Клавдія.

Після римської кампанії, спалахнула війна Армінія та Марободом. У 17 році Арміній завдав йому поразки. Той втік з Богемії до Равенни під протекцію Риму. На сторону Армінія перейшли навіть племена, які відкололися від маркоманів — сенони та лангобарди, що прискорило перемогу геруського вождя.
«І Маробода поселили в Равенні, всіляко даючи зрозуміти, що йому буде повернута царська влада, якщо свеби почнуть чинити свавілля; але він протягом 18 років не залишав меж Італії і постарів там, чимало затьмаривши свою славу надмірною прихильністю до життя».
Тиберій відмовився від спроби отруїти Армінія (на пропозицію Адгандестрія, короля хаттів), бо вважав, що Рим повинен помститися не підступним шляхом, а відкритим шляхом зброї. Для зміцнення свого становища серед германських племен Арміній оженився на Туснельді, доньці Сегеста, знатного геруска. Мав сина Тумеліка, якого разом із дружиною захопив Германік у 15 році. 21 року Арміній був вбитий через змову найближчих родичів своїми ж одноплемінниками, бо вони вважали, що він став занадто сильним.

## Образ Армінія у подальшій історії
- У XVI столітті ім'я Армінія було ідентифіковане як Герман Мартіном Лютером, який бачив Армінія символом боротьби німецького народу проти Риму.
- Германа було використано також під час наполеонівських війн XIX століття, коли німецький народ виступив проти Франції, як германці проти Риму.
- Під час об'єднання Німеччини у кінці XIX століття Арміній став символом національної єдності німецького народу.
- Після Другої світової війни згадки про Армінія було викреслені з німецьких підручників і більшість сучасних німців не знають про Армінія. 2000-тисячний ювілей не був відзначений владою Німеччини. Згідно з Der Spiegel: «старий націоналізм був замінений патріотизмом».